# Beenderknagers
Beenderknagers (Trogidae) zijn een familie uit de orde van de kevers (Coleoptera). Het zijn aaseters die worden aangetroffen onder dierenkadavers; soms ook in nesten van vogels of zoogdieren, of in grotten tussen de mesthopen van vleermuizen. Ze eten veren, huid en vacht. 
Het zijn dofgekleurde, bruine tot zwarte kevers, met een convex lichaam en een klein hoofd. De dekschilden vertonen typische bobbels of oneffenheden die een hulpmiddel zijn voor de determinatie. 

## Taxonomie
De volgende taxa zijn bij de familie ingedeeld:
- Geslacht  † Cretomorgus Nikolaev, 2007[2]
- Geslacht  † Paratrox Nikolajev 2009[3]
- Geslacht  † Prototrox Nikolajev, 2000[4]
- Geslacht Glyptotrox Nikolajev, 2016[5]
- Onderfamilie Troginae MacLeay, 1819[6]
  - Geslacht Trox Fabricius, 1775[7]
  - Geslacht Phoberus MacLeay, 1819[6]
    - = Madagatrox Pittino, 2010[8]
- Onderfamilie Omorginae Nikolajev
  - Geslacht Omorgus Erichson, 1847[9]
    - Ondergeslacht Omorgus Erichson, 1847[9]
    - Ondergeslacht Haroldomorgus Scholtz, 1986[10]
    - Ondergeslacht Afromorgus Scholtz, 1986[10]

  - Geslacht Polynoncus Burmeister, 1876[11]